# Jameson Parker
Francis Jameson Parker Jr (Baltimora, 18 novembre 1947) è un attore statunitense, principalmente conosciuto per il suo ruolo di AJ Simon nella serie televisiva degli anni '80 Simon & Simon.

## Biografia
Jameson Parker, Jr. è nato a Baltimora, nel Maryland. Suo padre era un consigliere legale per l'acciaieria della famiglia Parker, ricoprendo anche ruoli per il Governo (presso il Maryland Public Expenditure Council e successivamente con la United States Naval Reserve). Sua madre era la figlia di Mark Sullivan, Sr., ex editore di Collier e successivamente editorialista del quotidiano New York Herald Tribune.
Jameson Jr. frequentò la St. Albans School, Washington, DC , e una scuola di preparazione svizzera. Ha studiato recitazione al Beloit College.
Nell'autunno del 1992, Parker è stato colpito con un'arma da fuoco alle braccia da un vicino di casa dopo un alterco verbale in cui Parker stava difendendo la moglie che aveva avuto una discussione con l'aggressore in giornata; il vicino è stato condannato per tentato omicidio e condannato a nove anni di carcere.
Parker è stato sposato tre volte. Il 19 luglio 1969, ha sposato Anne Taylor Davis, con la quale ha una figlia. I due divorziarono il 7 agosto 1975 . Nel 1976 Parker sposò Bonnie Dottley a New York City; la coppia ha avuto tre figli. Divorziarono nel 1992. Più tardi quello stesso anno, Parker sposò Darleen Carr.

## Carriera
Al Beloit College, ha recitato in produzioni teatrali degli studenti e, dopo essersi laureato nel 1971, si è esibito a teatro e nelle serate in estate nella zona di Washington, dove viveva.
Nel 1972, si è trasferito a New York, dove è apparso in diversi spot televisivi e in alcuni spettacoli di Broadway. È stato scelto come Dale Robinson nel film drammatico diurno Somerset e ha creato il ruolo di Brad Vernon in One Life to Live . Durante questo periodo, Parker è stato il protagonista della serie ABC Family and Hart to Hart .
Parker fece il suo debutto cinematografico in The Bell Jar (1979) e recitò in A Small Circle of Friends (1980), nel quale interpretò uno studente universitario radicale durante gli anni '60. Un altro film dei primi anni della sua carriera di attore è stato il controverso White Dog (1982).
Inoltre, ha recitato in numerosi film per la televisione della CBS : Women at West Point (1979), Anatomy of a Seduction (1979), The Gathering II (1979), The Promise of Love (1980), Callie and Son (1981) e A Caribbean Mystery (1983).
Divenne famoso grazie al ruolo da co-protagonista in Simon & Simon dal 1981 al 1989. Con il co-protagonista, Gerald McRaney, è apparso nel film Jackals , che è stato coprodotto da Parker. Nel 1987 recita al fianco di Donald Pleasence e Alice Cooper nel film horror di John Carpenter Il Signore del male.
Ha partecipato come guest star nel telefilm Walker Texas Ranger interpretando un poliziotto corrotto. È apparso nei film per la televisione Who is Julia? (1986), Dead Before Dawn (1993) e Violation of Trust (1991). È apparso nella sitcom Major Dad con il co-protagonista di Simon & Simon Gerald McRaney.
L'ultimo lavoro di recitazione conosciuto di Parker nel settore è stato nel 2003-2004, dopo una pausa di quattro anni, quando è apparso in quattro episodi di JAG . Nel 2009 si ritira dalle scene senza un annuncio ufficiale. Oggi si dedica all'attività di scrittore per una varietà di riviste cartacee e on-line ed è l'autore del libro di memorie, acclamato dalla critica, An Accidental Cowboy.

## Opere letterarie
Parker ha scritto cinque libri:
- Parker, Jameson (2003). An Accidental Cowboy. ebook. ISBN 9780984981236. racconta la sua vita dopo Simon & Simon.
- Parker, Jameson (2003). To Absent Friends: A Collection of Stories of the Dogs We Miss. Minocqua, WI: Willow Creek Press. ISBN 9781572237063.
- Parker, Jameson (2012). American Riff. ebook. ISBN 9780984981298.
- Parker, Jameson (2012). The Horseman at Midnight. ebook. ISBN 9780984981267.
- Parker, Jameson (2016). Dancing with the Dead. BearManor Media. ISBN 9781593939946.

## Filmografia parziale

### Cinema
- A Small Circle of Friends, regia di Rob Cohen (1980)
- Sciacalli (American Justice), regia di Gary Grillo (1986)
- Il signore del male (Prince of Darkness), regia di John Carpenter (1987)

### Televisione
- Simon & Simon – serie TV, 156 episodi (1981-1989)
- Miss Marple nei Caraibi (A Caribbean Mystery), regia di Robert Michael Lewis – film TV (1983)
- La signora in giallo (Murder, She Wrote) – serie TV, episodi 7x22-8x07 (1991)